# 东方杂志
《东方杂志》由商务印书馆创刊于1904年3月11日，停刊于1948年12月（后曾于1967年在台湾复刊，于1990年停刊），是民国时期的人文综合杂志。先后辟有社说、谕旨、内务、军事、外交、教育、实业、小说等15个栏目。抗战中曾转移到长沙、香港。抗战后返回。徐珂、孟森、陈仲逸、杜亚泉、陶惺存、钱智修、胡愈之、李圣五、郑允恭、苏继庼先后主编。

## 时代背景
1840年鸦片战争爆发，不仅是中国历史上重大的社会转折点，也代表着中华民族生存危机的到来。中国遭遇了“数千年未有之大变局”，与民族生存危机同时到来的，是中国的政治危机和文化危机，《东方杂志》的创刊正是以这三大危机为背景的。
另外从社会角度来说，《东方杂志》的创刊正处于维新变法失败、庚子事变之后以及日俄战争期间。《东方杂志》起于新民思潮中，与梁启超等维新人士和新民文化思潮有密切关系，所以很长时间以来，《东方杂志》都被看做维新派的刊物。

## 创刊
1903年12月，在新合资成立的商务印书馆首次编译会议上，夏瑞芳提议要创办一本综合类的杂志，得到了张元济等与会者的支持。经过前期的多项准备工作，1904年3月11日（清光绪三十年农历甲辰年正月二十五）正式出刊。原刊名拟定为《东亚杂志》，因得知与德国驻沪领事馆的德文杂志《东亚杂志》重名，于是改称为《东方杂志》。

## 停刊与复刊
受国内外重大政治事件的影响，《东方杂志》共经历了四次停刊。

### 辛亥革命的爆发
1911年11月15日出完第8卷第9号后停刊，1912年4月1日第8卷第10号出版，标志着其复刊。
此次停刊历时四个半月，在此之前，《东方杂志》在政治立场上主张君主立宪制，一度是清廷宪政改革的主要舆论阵地，由孟森主持。辛亥革命的爆发打破了立宪梦，《东方杂志》也被迫调整了自己的政治立场，成为共和制的拥护者与支持者。

### “一·二八事变”
1932年2月1日出完第29卷3号停刊，1932年10月16日第29卷4号复刊。
此次停刊历时八个半月。商务印书馆提出了“为国难而牺牲，为文化而奋斗”的口号，在最短的时间内，恢复了《东方杂志》的出版。作为商务印书馆所出刊物最先复刊的刊物，可见其重要地位。

### “八·一三事变”
按编者的说法，第34卷第16号已经准备如期付印，但由于事变的发生，所有梓版未能从制版厂去除，所幸稿件尚在，所以拖延了两期后于1937年9月底，将第16、17号合并出版。由于停刊时间短，所以未对杂志产生太大影响。

### 太平洋战争爆发
1941年11月15日出完第38卷第22号后停刊，1943年3月15日第39卷1号复刊。
此次停刊共计一年四个月，是《东方杂志》历史上最长时间的一次停刊。商务印书馆的香港工厂全部为敌人所夺，重庆工厂又有待整理和扩充，因此停刊。复刊时，商务印书馆董事长王云五发表了专门的《复刊词》，介绍了《东方杂志》悠久的历史和所遭受的磨难。这次停刊对《东方杂志》有着深远的影响，标志着《东方杂志》开始进入它的衰落期、维持期。
从1947年7月开始，《东方杂志》由半月刊改为月刊，1948年12月，《东方杂志》在出版完第44卷第12号后停刊，彻底走完了它的人生。

## 办刊宗旨与改版
在四十多年的沧桑历程中，《东方杂志》的办刊宗旨也在一直发生着变化。

### 创刊号
《东方杂志》在创刊号时的宗旨为“启导国民，联络东亚”，带有鲜明的启蒙主义色彩和立足东方的办刊立场。这种宗旨的确立与严复、梁启超等倡导的“开民智”的新民思潮有关，也与1904年发生的日俄战争有关，但联络东亚的亲日立场逐渐被淡化，倒是启导国民的宗旨得以长时间的延续。

### 初期改良
1908年《东方杂志》第5年第7期进行了第一次改良。此次改良是应清政府宪政改革的需要，对栏目进行了调整，记载”列为第一。1910年3月第7年第1期，《东方杂志》又进行了第二次改良，只是栏目前后顺序进行了一些变化，并没有太大的改动。因而在《东方杂志》的编辑史上也没有产生多少影响。

### 进入新时代
1911年第8卷第1号出版，标志着《东方杂志》进入了一个新时代。其表现为两方面：一是《东方杂志》的编排方法发生了变化。之前的杂志都是标“第几年第几期”，从第8卷开始以“第几卷第几号”编排。其二是在杜亚泉的主持下，《东方杂志》“扩充篇幅，增加图版，广征名家之撰述，博采东西之论著，萃世界政学文学之精华，为国民研究讨论之材料，借以鼓吹东亚大陆之文明，餍足读者诸君之希望”，各类文章以“启人知识助人兴趣为主”。办刊宗旨与早期略有变化，启导国民更加注重知识性和趣味性，更加注重科学知识的传播和中西文化的探讨。这次改版标志着《东方杂志》开始告别早期的选报性质，走上撰述为主、栏目设置更加科学的现代刊物之路。

### 外界影响
1915年之后，社会风气发生了很大的变化。与《新青年》的激进立场相比，《东方杂志》显得过于持重与保守，因而受到陈独秀等激进知识分子的攻击。在外界持续不断的压力之下，商务印书馆被迫将杜亚泉撤换，对《东方杂志》进行了大规模的改版。1919年12月第16卷12号《东方杂志》发表变更体例公告，提出为适应时势变化，决定变更体例，但“宗旨无甚改变”，只是给读者带来更多便利。

### 重新定位
1943年因太平洋战争爆发而停刊的《东方杂志》再次复刊，编辑者换为苏继庼。商务印书馆董事长王云五在《复刊词》中为《东方杂志》做了重新定位，表明“阐明学术”成为《东方杂志》新的指导思想。同时他还指出：刊物之品质，乃随一国之学术与其国民知识之进展而进展着”，在此思想的指导下，《东方杂志》开始以发表学术性研究性文章为主，成为一个综合性学术刊物。但是只剩下严肃学术文章的《东方杂志》已经失去了先前的朝气和活力，开始变得老气横秋。仅从这样的气象看来，《东方杂志》已经走入了末路，停刊也只是早晚的事情了。

## 意义
《东方杂志》是旧中国寿命最长的一份杂志，也是商务期刊方阵中当之无愧的“龙头老大”，被誉为“杂志中的杂志”。
多年来，《东方杂志》始终以启导国民为宗旨，寻求民族出路为重，致力于开启民智、联络东亚，努力介绍知识和传播文化。当时国内各个领域的佼佼者无一不在上面留下脚印，近现代重大的政治、经济、文化一一在上面轮番上演，全景式的记录了20世纪上半叶中国近现代史，堪称半个世纪中国的缩影。

## 參看
- 阮毅成
- 商務印書館

## 外部連結
- 卢淑樱：〈图像、杂志与反日情绪——以《东方杂志》（1928—1937）为例（页面存档备份，存于）〉。